# Plesioneuron rigidilobum
Plesioneuron rigidilobum är en kärrbräkenväxtart som beskrevs av Holtt. Plesioneuron rigidilobum ingår i släktet Plesioneuron och familjen Thelypteridaceae. Inga underarter finns listade.